# Prisjeka Gornja
Prisjeka Gornja (korábban Prisjeka Muhamedbeg, szerbül: Присјека Горња) kihalt falu Bosznia-Hercegovinában, a Bosznia-hercegovinai Föderáció Una-Szanai kantonjában, Ključ községben. 

## Fekvése
Bosznia-Hercegovina nyugati részén, Bihácstól légvonalban 67, közúton 98 km-re délkeletre, Ključtól légvonalban 10, közúton 17 km-re északnyugatra, a Kovački-patak völgye felett, a Lučki breg és a Turin greb oldalában fekszik.

## Népessége
| Nemzetiségi csoport | Népesség 1991 | Népesség 2013 |
| ------------------- | ------------- | ------------- |
| Szerb               | 145           | 0             |
| Bosnyák             | 0             | 0             |
| Horvát              | 0             | 0             |
| Jugoszláv           | 0             | 0             |
| Egyéb               | 1             | 0             |
| Összesen            | 146           | 0             |

## Története
Prisjeka Gornja, akkor még Prisjeka Muhamedbeg néven 1878-ig tartozott az Oszmán Birodalomhoz, majd az Osztrák-Magyar Monarchia része lett. 1879-ben az első osztrák-magyar népszámlálás során 20 házat és 126 ortodox keresztény lakost számláltak itt. 1910-ben a településen 26 házat és 198 lakost számláltak, közülük 186 ortodox szerb és 12 katolikus horvát volt. A monarchia szétesésével 1918-ben előbb a Szerb-Horvát-Szlovén Királyság, majd 1929-től a Jugoszláv Királyság része. 1921-ben a faluban 28 házat és 186 lakost számláltak. A második világháború idején a falu 59 szerb lakosa (főként férfiak) esett áldozatul, a többség 1941. július 27 és 31 között az usztasa terror áldozata lett. 1945-től a szocialista Jugoszlávia része volt. 1995-ben a Sana hadművelet során szerb lakossága a visszavonuló szerb csapatokkal együtt elmenekült. 2013-ban már nem volt állandó lakosa.